# Championnat de Roumanie de football 2019-2020
Navigation
Édition précédente Édition suivante
La saison 2019-2020 du championnat de Roumanie de football est la 102e édition de la première division roumaine.
Dans un premier temps les quatorze équipes s'affrontent au sein d'une poule unique, où chaque club rencontre tous ses adversaires deux fois, à domicile et à l'extérieur, pour un total de 26 matchs chacun. À l'issue de cette première phase, la compétition est divisée en deux : les six meilleures équipes étant placées au sein de la poule pour le titre, où est déterminé le vainqueur du championnat ainsi que les qualifications européennes, tandis que les huit derniers intègrent le groupe pour la relégation, servant à déterminer les clubs relégués. Les équipes de chaque groupe se rencontrent à nouveau deux fois, pour un total respectif de 10 et 14 matchs. À l'issue de la deuxième phase, le vainqueur du groupe pour le titre est sacré champion de Roumanie tandis que le dernier du groupe pour la relégation est directement relégué en deuxième division et remplacés par le premier de cette dernière compétition.
Trois places européennes sont attribuées par le biais du championnat en début de saison : le premier du championnat se qualifiant pour le premier tour de qualification de la Ligue des champions 2020-2021 tandis que le deuxième et le troisième obtiennent une place pour le premier tour de qualification de la Ligue Europa 2020-2021. Une autre place pour la Ligue Europa est attribuée par le biais de la Coupe de Roumanie 2019-2020. Si le vainqueur de cette dernière compétition est déjà qualifié en coupe d'Europe par un autre biais, sa place est alors réattribuée au quatrième du championnat.
Le CFR Cluj remporte à l'issue de la saison son sixième titre de champion de Roumanie.

## Participants
Légende des couleurs
- Premier tour de qualification de la Ligue des champions 2019-2020
- Deuxième tour de qualification de la Ligue Europa 2019-2020
- Premier tour de qualification de la Ligue Europa 2019-2020
- Promu de deuxième division

| Club                  | Présent depuis | Classement 2018-2019 | Stade                              | Capacité théorique |
| --------------------- | -------------- | -------------------- | ---------------------------------- | ------------------ |
| CFR Cluj              | 2004           | 1                    | Stade Docteur-Constantin-Rădulescu | 23 500             |
| Steaua Bucarest       | 1947           | 2                    | Arena Națională                    | 55 634             |
| Viitorul Constanța    | 2012           | 3                    | Stade Viitorul                     | 4 554              |
| Universitatea Craiova | 2014           | 4                    | Stade Ion-Oblemenco                | 30 929             |
| Astra Giurgiu         | 2009           | 5                    | Stade Marin-Anastasovici           | 8 500              |
| Sepsi Sfântu Gheorghe | 2017           | 6                    | Stade Silviu-Ploeșteanu            | 8 800              |
| Gaz Metan Mediaș      | 2016           | 7                    | Stade Gaz Metan                    | 7 814              |
| FC Botoșani           | 2013           | 8                    | Stade municipal de Botoșani        | 7 782              |
| Dinamo Bucarest       | 1948           | 9                    | Stade Dinamo                       | 15 032             |
| FC Voluntari          | 2015           | 10                   | Stade Anghel-Iordănescu            | 4 600              |
| Politehnica Iași      | 2014           | 11                   | Stade Emil-Alexandrescu            | 11 390             |
| FC Hermannstadt       | 2018           | 12                   | Stade municipal                    | 14 200             |
| Chindia Târgoviște    | 2018           | 1 (D2)               | Stade Ilie Oană                    | 15 073             |
| Academica Clinceni    | 2018           | 2 (D2)               | Stade Clinceni                     | 2 800              |

## Règlement
Le classement est établi suivant le barème de points classique, une victoire valant trois points, un match nul un seul et une défaite aucun.
En cas d'égalité de points, les équipes concernées sont dans un premier temps départagées sur la base de résultats en confrontations directes (points, différence de buts et nombre de buts marqués), suivi de la différence générale et enfin du nombre de buts marqués. Si l'égalite persiste après application de ces critères, les équipes concernées sont alors départagées par tirage au sort.